# Lincoln Aviator
Lincoln Aviator — среднеразмерный люксовый SUV, который выпускался подразделением Lincoln с 2002 по 2005 год. С 2019 года продаётся большой кроссовер под тем же названием.

## Первое поколение
Первое поколение модели Lincoln Aviator (UN152; 2002—2005) представляло собой переделанный тогдашний Ford Explorer. Большой рамный автомобиль (длина 4910 мм, колёсная база 2888 мм) комплектовался мотором V8 4.6 л DOHC Modular V8 (306 л. с., 407 Н·м) и пятидиапазонным «автоматом» 5R55S overdrive с задним или полным приводом на выбор.
С 2002 по 2005 год Aviator представлял собой обновлённый вариант Mercury Mountaineer второго поколения (который основан на Ford Explorer). Aviator был расположен между Mercury Mountaineer и Lincoln Navigator.
Aviator был снят с производства из-за низких продаж в 2005 году. Наряду с пикапами Blackwood и Mark LT это был один из самых коротких автомобилей, когда-либо продаваемых Lincoln Motor Company. 
Двигатель: 4.6 л DOHC Modular V8 306 л. с., 407 Н·м.

### Фото-галерея
- 2005 Lincoln Aviator
- 2004–2005 Lincoln Aviator

### Продажи
| Год  | Продажи в Америке |
| ---- | ----------------- |
| 2002 | 1,856             |
| 2003 | 29,517            |
| 2004 | 23,644            |
| 2005 | 15,873            |
| 2006 | 1,711             |

## Второе поколение
Серийный Lincoln Aviator второго поколения вышел на американский рынок в 2019 году, от представленного прототипа в апреле 2018 года на автосалоне в Нью-Йорке он не сильно отличается. Новый Lincoln Aviator «в базе» оснащается бензиновым битурбо 3.0 л V6 (405 л. с., 542 Нм), он же ставится на седан Lincoln Continental. Помогает двигателю 10-ступенчатая АКПП SelectShift. Также заявлена гибридная модификация Grand Touring: в ней всё тот же V6 3.0 л дополнен электромотором. Привод — задний или полный. Кузов автомобиля несущий.
Для бензинового Aviator предоставлено пять режимов движения: Normal, Conserve, Excite, Slippery, Deep Conditions. Гибридной модификации добавили ещё два режима: Pure EV и Preserve EV. Данных о том, сколько машина проезжает на электротяге, ещё нет. Двигатели:
- 3.0 л twin-turbo EcoBoost V6 405 л. с., 542 Н·м[14];
- 3.0 л twin-turbo EcoBoost V6 + электродвигатель 456 л. с., 813 Н·м (PHEV)[15].

## Продажи
| Год  | США    | Канада | Китай  |
| ---- | ------ | ------ | ------ |
| 2002 | 1,856  |        | н/д    |
| 2003 | 29,517 |        | н/д    |
| 2004 | 23,644 |        | н/д    |
| 2005 | 15,873 | 664    | н/д    |
| 2006 | 1,711  |        | н/д    |
| 2019 | 8,323  | 678    | н/д    |
| 2020 | 23,080 | 1,941  | 8,818  |
| 2021 | 20,924 | 2,043  | 14,256 |
| 2022 | 21,977 |        | 6,297  |
| 2023 | 15,551 |        |        |